# Girabola 2009
La Girabola 2009 è stata la trentunesima edizione del massimo campionato nazionale di calcio dell'Angola.
Si è aperto il giorno 21 febbraio 2009 e si è concluso il 25 ottobre 2009. Il torneo è stato vinto dall'Atlético Petróleos de Luanda, per la quindicesima volta nella storia del club. La classifica dei marcatori è stata vinta da David, giocatore dell'Atlético Petróleos, con 19 reti realizzate durante la stagione.

## Nuovo formato
Alla fine della stagione la federazione angolana ha deciso di ampliare la Girabola da 14 a 16 squadre partecipanti, di conseguenza sono stati introdotti nuovi criteri per la retrocessione e la promozione dalla seconda serie (Girangola): le tre squadre classificate agli ultimi tre posti del torneo hanno affrontato le tre squadre classificate al secondo posto dei tre diversi gironi della seconda serie, le due squadre meglio piazzate in questo torneo di spareggio hanno ottenuto l'accesso alla Girabola 2010 andandosi ad aggiungere alle tre squadre vincenti dei rispettivi gruppi della seconda divisione 2009.

## Classifica finale
|                                                                              |     | Classifica Finale 2009 | G  | V  | N | P  | GF | GS | DR  | Pti |
| ---------------------------------------------------------------------------- | --- | ---------------------- | -- | -- | - | -- | -- | -- | --- | --- |
| Campione d'Angola - Qualificata alla CAF Champions League 2010               | 1.  | Petro Atlético         | 26 | 17 | 5 | 4  | 44 | 21 | +23 | 56  |
| Qualificata alla CAF Champions League 2010                                   | 2.  | Recreativo do Libolo   | 26 | 14 | 6 | 6  | 48 | 29 | +19 | 48  |
|                                                                              | 3.  | Benfica Luanda         | 26 | 14 | 5 | 7  | 42 | 32 | +10 | 47  |
| Qualificata alla CAF Confederation Cup 2010 - Vincitrice Coppa d'Angola 2009 | 4.  | Primeiro de Agosto     | 26 | 13 | 6 | 7  | 47 | 30 | +17 | 45  |
| Qualificata alla CAF Confederation Cup 2010                                  | 5.  | Académica Soyo         | 26 | 12 | 3 | 11 | 33 | 36 | -3  | 39  |
|                                                                              | 6.  | Santos                 | 26 | 9  | 9 | 8  | 29 | 29 | +0  | 36  |
|                                                                              | 7.  | Aviação                | 26 | 9  | 8 | 9  | 34 | 28 | +6  | 35  |
|                                                                              | 8.  | Interclube             | 26 | 8  | 9 | 9  | 33 | 26 | +7  | 33  |
|                                                                              | 9.  | Recreativo da Caála    | 26 | 9  | 6 | 11 | 28 | 30 | -2  | 33  |
|                                                                              | 10. | Onze Bravos            | 26 | 8  | 8 | 10 | 24 | 33 | -9  | 32  |
|                                                                              | 11. | Desportivo Huíla       | 26 | 9  | 4 | 13 | 22 | 30 | -8  | 31  |
|                                                                              | 12. | Kabuscorp              | 26 | 7  | 8 | 11 | 37 | 39 | -2  | 29  |
|                                                                              | 13. | Primeiro de Maio       | 26 | 6  | 5 | 15 | 20 | 39 | -19 | 23  |
|                                                                              | 14. | Académica Lobito       | 26 | 5  | 2 | 19 | 14 | 53 | -39 | 17  |

### Torneo promozione/retrocessione
|                                             |    | Classifica       | G | V | N | P | GF | GS | DR | Pti |
| ------------------------------------------- | -- | ---------------- | - | - | - | - | -- | -- | -- | --- |
| Promossa in Girabola                        | 1. | Kabuscorp        | 4 | 3 | 1 | 0 | 6  | 2  | +4 | 10  |
| Promossa in Girabola                        | 2. | Sporting Cabinda | 4 | 3 | 0 | 1 | 7  | 2  | +5 | 9   |
| Retrocessa in Girangola (Seconda divisione) | 3. | Primeiro de Maio | 4 | 2 | 1 | 1 | 5  | 3  | +2 | 7   |
| Retrocessa in Girangola (Seconda divisione) | 4. | Petro do Huambo  | 4 | 1 | 0 | 3 | 7  | 11 | -4 | 3   |
| Retrocessa in Girangola (Seconda divisione) | 5. | Académica Lobito | 4 | 0 | 0 | 4 | 2  | 9  | -7 | 0   |
| Retrocessa in Girangola (Seconda divisione) | 6. | Casa Helú        | - | - | - | - | -  | -  | -  | -   |

## Verdetti
- Petro Atlético

Campione d'Angola 2009 - Qualificata alla CAF Champions League 2010.
- Recreativo do Libolo

Qualificata alla CAF Champions League 2010.
- Primeiro de Agosto

Vincente Coppa d'Angola 2009 - Qualificata alla CAF Confederation Cup 2010
- Académica Soyo

Qualificata alla CAF Confederation Cup 2010.
- Primeiro de Maio,  Académica Lobito

Retrocesse in Girangola (Seconda divisione nazionale).
- Kabuscorp

Vincente torneo spareggio promozione/retrocessione - Resta in Girabola
- Sporting Cabinda

Seconda classificata torneo spareggio promozione/retrocessione - Promossa in Girabola
- Cabinda,  Benfica Lubango,  Sagrada Esperança,

Vincenti Girangola 2009 - Promosse in Girabola

## Classifica marcatori
| Gol |  |  | Giocatore | Squadra        |
| --- |  |  | --------- | -------------- |
| 19  |  |  | David     | Petro Atlético |